# بدافزار لینوکس
بدافزار لینوکس (انگلیسی: Linux malware) شامل ویروس‌ها، تروجان‌ها، کرم‌ها و دیگر گونه‌های بدافزار که بر روی سیستم‌عامل لینوکس تأثیر می‌گذارند هستند. سیستم‌عامل‌های لینوکس، یونیکس و شبه‌یونیکس عموماً به عنوان سیستم‌عامل‌های بسیار امن در نظر گرفته می‌شوند اما در برابر ویروس رایانه‌ای مصون نیستند.
هنوز یک ویروس یا بدافزار لینوکس که به طور گسترده سیستم‌ها را آلوده کرده باشد، مانند وضعیت مایکروسافت ویندوز، وجود ندارد، به طور کلی به دلیل عدم دسترسی بدافزار به دسترسی ریشه و به-روز-رسانی‌های سریع به آسیب‌پذیری‌های لینوکس (البته با شکستن سازگاری عقب‌رو) قابل استناد است.

## تهدیدها
در زیر، لیستی از بدافزارهای شناخته شده لینوکس را می‌بینید.

### بات‌نت‌ها
- ضرب و شتم (انگلیسی: Mayhem) - لینوکس ۶۴/۳۲ بیتی/بات‌نت‌های چندمنظورهٔ فری‌بی‌اس‌دی[۳]
- Remaiten - تهدیدی که هدف آن اینترنت چیزها است.[۴][۵][۶]

### روت‌کیت
- Snakso-A - یک روت‌کیت وب‌سرور لینوکس ۶۴ بیتی[۷]